# Ligne de Chars à Marines
La ligne de Chars à Marines est une ancienne ligne de chemin de fer secondaire à voie normale de 6 km de longueur, située dans le Val-d'Oise. Embranchement de la ligne de Saint-Denis à Dieppe, elle permet depuis cette dernière de desservir le bourg de Marines, petit centre agricole du Vexin français, et d'offrir une correspondance avec la ligne de Valmondois à Marines, à voie métrique. Elle constitue la ligne 348 000 du réseau ferré national.

## Histoire
La ligne, d'intérêt local, est déclarée d'utilité publique le 27 mars 1906. Elle est concédée le 22 mars 1906 et ouverte le 9 février 1911 par la Compagnie des chemins de fer de l'Ouest. En 1920, cette dernière compagnie conclut un contrat d'affermage pour l'exploitation avec la Société générale des chemins de fer économiques. Le 1er janvier 1938, la SNCF devient concessionnaire et maintient le contrat d'affermage. Elle ferme à tous trafics quarante ans plus tard le 1er mars 1951, sur décision du conseil général de Seine-et-Oise et est déclassée le 11 juillet 1953. Les installations sont déposées peu après.